# Кућа породице Хаџи-Павловић
Кућа породице Хаџи-Павловић је непокретно културно добро под заштитом Завода за заштиту споменика културе Ниш и налази се у Сокобањи у улици Ивана Вушовића 1.

## Куће породице Хаџи-Павловића
Крајем 19. века у језгру саме Сокобање сазидане су прве куће Хаџи-Павловића. Округ којем су припадале могао би се збројати у тридесетак најраскошнијих у вароши тог доба. Под државном заштитом државе је кућа, која је упркос немирним временима, одолела свим недаћама и траје преко стотину година. Породица Хаџи-Павловићи је имала огромно имање којим су се протезали виногради, ливаде, воћњаци и пашњаци по Озрен планини, затим на поседима су се налазиле трговине, воденице, кочије и коњи, а и свиње које су у Будимпешту извозили неколико пута годишње.
Заиста велика, узорна и вишебројна породица, поред поменутих предака трговаца и земљопоседника, имала је и позамашну бројку инжењера, лекара, професора, адвоката, који су се школовали на универзитетима у иностранству, међутим су упркос томе успели у очувању традиције и радо су се враћали у родни крај и успели да се упишу у историјско и културно наслеђе земље Србије.